# Барушићи (Бузет)
Барушићи (итал. Baredine) је насељено место у Истарској жупанији, Република Хрватска. Административно је у саставу Града Бузета.

## Становништво
Према задњем попису становништва из 2001. године у насељу Барушићи живео је 101 становник који су живели у 22 породична домаћинства.
Кретање броја становника по пописима 1857—2001.
| година пописа  | 1857. | 1869. | 1880. | 1890. | 1900. | 1910. | 1921. | 1931. | 1948. | 1953. | 1961. | 1971. | 1981. | 1991. | 2001. |
| бр. становника | 0     | 0     | 105   | 105   | 114   | 118   | 0     | 0     | 135   | 131   | 117   | 102   | 100   | 107   | 101   |

Напомена:У 1857. и 1869. подаци су садржани у насељу Паладини, а 1921. и 1931. у насељу Врх. Од 1880. до 1900. исказано као део насеља. 